# Wilshire/Western (métro de Los Angeles)
Pour les articles homonymes, voir Wilshire et Western.
Wilshire/Western est une station du métro de Los Angeles desservie par les rames de la ligne D et située à Koreatown à l'ouest du centre-ville de Los Angeles en Californie.

## Localisation
Station souterraine du métro de Los Angeles, Wilshire/Western est actuellement le terminus ouest de la ligne D. Toutefois, avec les travaux de la phase 2 qui s'achèveront en 2023, trois nouvelles stations prolongeront cette ligne.
La station est située à l'intersection de Wilshire Boulevard et de Western Avenue dans les quartiers Koreatown et Mid-Wilshire à Los Angeles.

## Histoire
Wilshire/Western est mise en service le 13 juillet 1996.

## Service

### Accueil

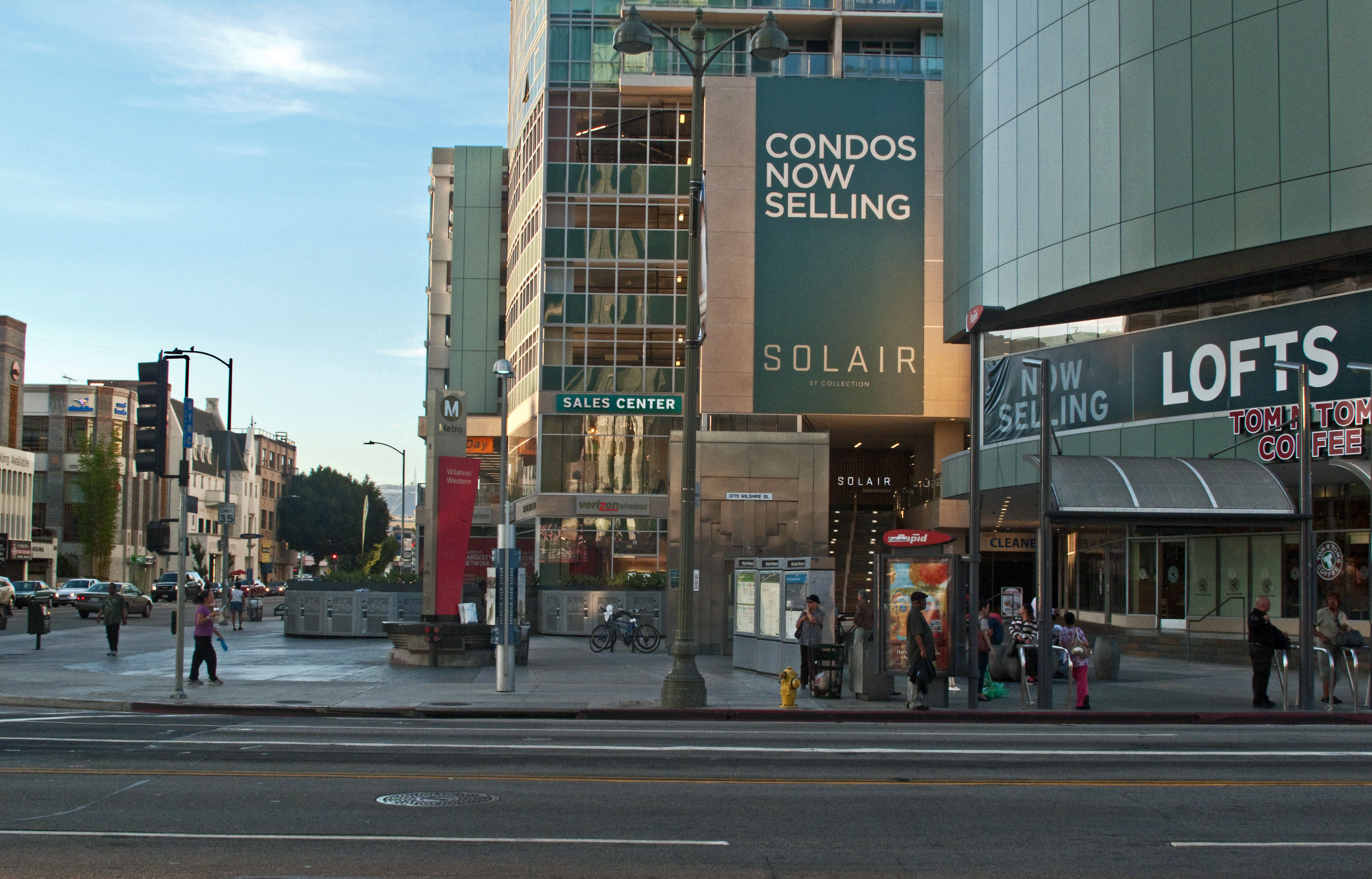
Panneau signalant la station souterraine.
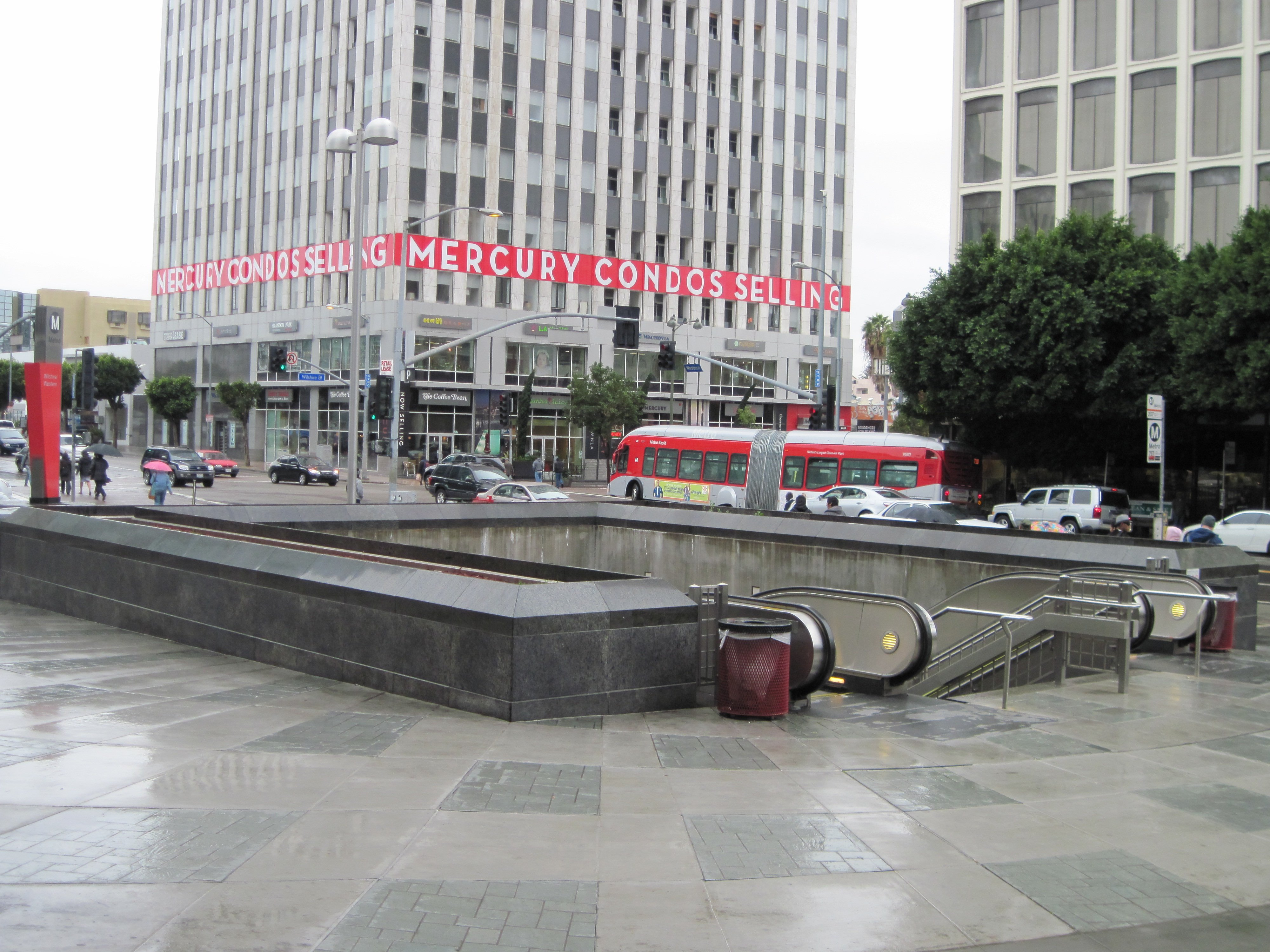
Entrée de Wilshire/Western.
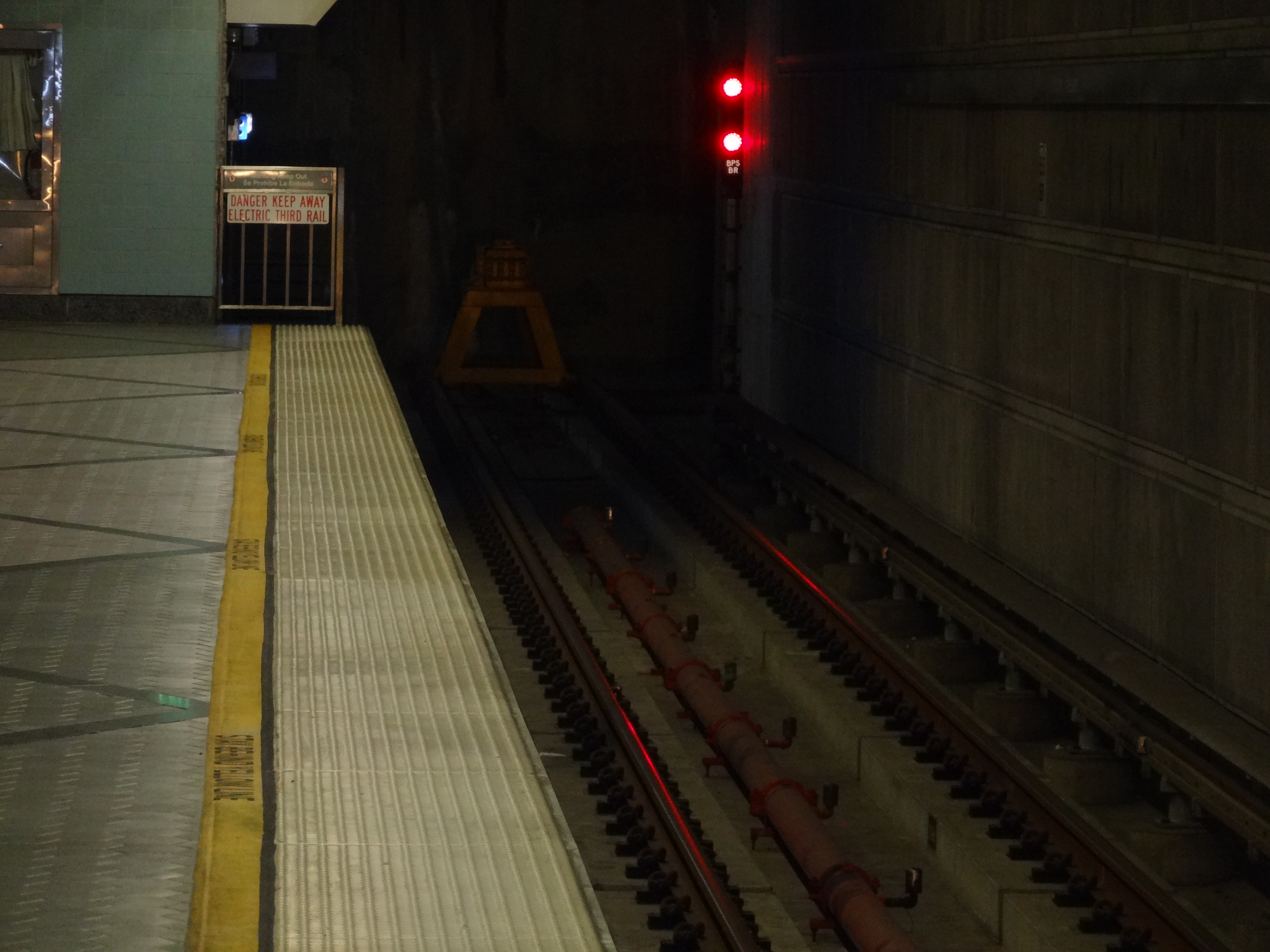
La station est actuellement le terminus de la ligne D.

### Desserte
Wilshire/Western est desservie par les rames de la ligne D du métro, dont elle constitue l'actuel terminus (en effet des travaux d'extension qui commenceront en 2023 jusqu'en 2027 ajouteront trois stations à la ligne),.

### Intermodalité
La station est desservie par les lignes d'autobus 18, 20, 66, 207, 209, 710, 720 et 757 de Metro et la ligne Rapid 7 de Santa Monica Big Blue Bus (en).

## Architecture et œuvres d'art
L'intérieur de la station abrite deux fresques en céramique chacune longue de plus de 15 mètres, signées par l'artiste Richard Wyatt.